# 青山リマ
青山 リマ（あおやま リマ、1949年10月21日 - ）は、日本の女優である。本名・初期芸名は小柴 とも子（こしば ともこ）。高校在学中の1967年（昭和43年）からアングラ劇団に参加し、当初は本名で成人映画に出演したが、その後、芸名に改称した。渡辺護監督の『おんな地獄唄 尺八弁天』、新藤兼人監督の『裸の十九才』、澤田幸弘監督の石原裕次郎主演作『反逆の報酬』に出演し、演技派女優として知られる。

## 人物・来歴

### 成人映画の時代
1949年（昭和24年）10月21日、茨城県に生まれる。
1968年（昭和43年）3月、新制高等学校を卒業する。高校在学中からアングラ劇団に参加し、「劇団ブルーキャッツ」、「劇団赤と黒」、「劇団炎」を経る。なかでも「劇団赤と黒」（代表・松野京一）は、1965年（昭和40年）結成以来、白川和子も高校在学中から参加していた劇団であり、1967年（昭和43年）10月12日 - 同13日、千代田区内幸町のイイノホールで『恐怖の舞踏会 拷問』の公演を行っている。その活動は1968年半ばに停止した。「劇団赤と黒」「劇団炎」ともに、千代田区八重洲のカジバシ座での舞台実演で知られる劇団である。『日本映画俳優全集・女優編』の川島のぶ子によれば、高校卒業の年に公開された『成人男女虎の巻』という作品に出演して、映画界にデビューしたと記述している。同作の監督名、製作・配給会社名等の詳細は不明である。しかしながら、同作に先行して、青山が高校在学中であった1967年12月に公開された福田晴一の監督作『整形処女』に本名の小柴 とも子の名で主演している記録が残っている。『日本映画発達史』の田中純一郎は、同書のなかで黎明期の成人映画界のおもな出演者を列挙しているが、青山についての言及はない。1966年デビューの一星ケミ（1947年 - ）や祝真理（1948年 - ）、同じ1967年デビューの辰巳典子（1947年 - ）や谷ナオミ（1948年 - ）ら同様、戦後生まれの第二世代に属する。久保新二の回想によれば、この時代に白川和子の紹介で青山に出逢い、その当時の青山は高円寺に住んでいたという。久保も青山も、白川和子、宮下順子、谷ナオミ、辰巳典子、青山美沙らとともに新宿地球座（のちの新宿ジョイシネマ）、池袋地球座（のちの池袋ジョイシネマ）、銀座地球座（のちの銀座シネパトス）で、映画の合間に実演の舞台に立ったという。
1970年代に入ると、渡辺護や山本晋也らの作品に多く出演するようになる。渡辺護が監督した『おんな地獄唄 尺八弁天』（1970年）では、義賊を演じる香取環に助けられる少女「おさよ」を演じ、同じく『女子大生 性愛図』（1974年）では「立教助教授教え子殺人事件」をモデルとした物語で被害者の「令子」を演じた。渡辺の回想によれば、青山は「あたしが芝居やると、山本（晋也）カントクは、ああ、いい！ リマちゃん、いいよ！ OK！って言うのに、この監督（渡辺護）は、何やってんだ、バカヤロー！ コンチクショー！だもんね」と渡辺を突き飛ばしたことがあるという。久保の回想によれば、渡辺にかわいがられ演技派女優と評されるようになったという。
1970年（昭和45年）10月31日に公開された新藤兼人監督の『裸の十九才』では、主人公の少年を演じる原田大二郎が同棲する2人の女のうちの1人、「マリ」役に抜擢され、「少年の心をいやす役を好演」と評された（『成人映画』元編集長・川島のぶ子）。同作は和田嘉訓監督の『銭ゲバ』（主演唐十郎）と二本立で、ともに東宝の配給により一般映画として全国公開された。1973年（昭和48年）2月17日に公開された石原裕次郎の主演作『反逆の報酬』（監督澤田幸弘）にも「みゆき」役で出演、これも東宝が配給して全国公開されている。この時期、団鬼六の編集・監修する雑誌で、青山 リエあるいは青山 真樹の名で緊縛写真のモデルも務めた。
1974年（昭和49年）7月6日に公開された日活の外部委託作品『情事の果て』（監督佐々木元）に出演した記録が残っているが、同作以降の劇場用映画、テレビ映画ともに出演歴が見当たらない。『日本映画俳優全集・女優編』の川島のぶ子の記述によれば、同年に引退したという。満25歳であった。以降の消息は知られておらず、存命であれば2014年（平成26年）には満65歳である。

### 再評価
2013年（平成25年）2月8日 - 同11日、神戸映画資料館で行われた「ピンク映画50周年 特別上映会 映画監督・渡辺 護の時代」特集上映で『おんな地獄唄 尺八弁天』が、75分の16mmフィルム版上映用プリントで上映された。同作は、2014年（平成26年）10月4日 - 同31日、ユーロスペースで行われた「渡辺護追悼、そして『たからぶね』の船出」特集上映でも、70分のデジタル版で上映された。同作のDVDビデオグラムは、2004年（平成16年）6月25日、アップリンクが70分版を発売した。

## フィルモグラフィ
クレジットはすべて「出演」である。東京国立近代美術館フィルムセンター（NFC）等の所蔵・現存状況についても記す。
- 『整形処女』 : 監督福田晴一、製作東芸プロダクション、1967年12月公開（成人映画・映倫番号 不明） - 「小柴とも子」名義で主演
- 『成人男女虎の巻』 : 1968年公開（成人映画・映倫番号 不明） - 出演（公式デビュー作）[1]
- 『売春暴行白書 性暴力を斬る』[12]（『性暴力を斬る 売春暴行白書』[5]） : 監督渡辺護、脚本門前忍、共演大月礼子、製作・配給葵映画、1970年3月23日審査・公開（成人映画・映倫番号 不明） - 主演
- 『性の教科書』[12]（『女性入門 性の教科書』[5]） : 監督渡辺護、製作・配給関東映配、1970年3月31日審査・4月公開（成人映画・映倫番号 16311） - 主演
- 『おんな地獄唄 尺八弁天』 : 製作・監督渡辺護、脚本日野洸、主演香取環・国分二郎、製作わたなべぷろだくしょん、配給関東映配、1970年6月3日審査・公開（10月公開とも、成人映画・映倫番号 不明） - 出演・「おさよ」役、上映用プリントをNFCが所蔵[24]・2004年アップリンクがDVD発売
- 『肉体ハイジャック 殺しの前の快楽』[12]（『殺しの前の快楽』[5]） : 製作馬場内弘、監督梅沢薫、主演谷身知子、製作・配給日本シネマ、1970年6月23日審査・公開（5月公開とも、成人映画・映倫番号 16423） - 出演、73分の上映用プリントをNFCが所蔵[8]
- 『浮気虫の唄』 : 監督関孝二、製作朝倉プロダクション、配給国映、1970年5月23日審査・6月公開（成人映画・映倫番号 16370） - 主演
- 『裸の十九才』 : 製作絲屋寿雄・能登節雄・桑原一雄、監督新藤兼人、主演乙羽信子・原田大二郎、製作近代映画協会、配給東宝、1970年10月31日公開（映倫番号 16510, 同時上映和田嘉訓『銭ゲバ』） - 出演・「マリ」役、120分の上映用プリントをNFCが所蔵[8]・2001年角川書店がDVD発売
- 『好色 旅枕百人斬り』 : 製作新井肇・門前忍、監督渡辺護、主演城新子、製作・配給大東映画、1973年1月公開（成人映画・映倫番号 17459） - 主演、78分の上映用プリントをNFCが所蔵[8]
- 『反逆の報酬』 : 製作石原裕次郎・奥田喜久丸・小林正彦、監督澤田幸弘、主演石原裕次郎・渡哲也、製作石原プロモーション・東宝、配給東宝、1973年2月17日公開（映倫番号 17484） - 出演・「みゆき」役、LD・VHSビデオグラム発売
- 『多淫な痴女』 : 監督渡辺護、共演北見マヤ、製作・配給大蔵映画、1973年3月公開（成人映画・映倫番号 17510） - 主演
- 『痴漢大学』 : 監督山本晋也、製作大東映画、配給新東宝映画、1973年4月公開（成人映画・映倫番号 17582） - 主演、上映用プリントをNFCが所蔵[24]
- 『痴女失神』 : 監督郷新太郎、共演青山美沙、製作国映シネマ、配給新東宝映画、1973年6月公開（成人映画・映倫番号 17657） - 主演、上映用プリントをNFCが所蔵[24]
- 『乱行しびれ妻』 : 監督南雲孝、製作・配給ミリオンフィルム、1973年7月公開（成人映画・映倫番号 17663）
- 『ピンクの巨塔』 : 監督門前忍（山本晋也）、製作・配給大東映画、1973年7月公開（成人映画・映倫番号 17673） - 主演
- 『痴漢クラブ 熱い肌の誘惑』 : 製作・脚本小諸次郎、企画津島友孝、監督早坂紘、主演泉ユリ、製作青年群像、配給ミリオンフィルム、1973年7月公開（成人映画・映倫番号 17719） - 出演・「明美」役、64分の上映用プリントをNFCが所蔵[8]
- 『痴女の秘事』 : 監督佐々木元、共演藤ひろ子・泉ゆり、製作・配給大東映画、1973年8月公開（成人映画・映倫番号 17700） - 主演
- 『女遊び初体験』 : 監督南雲孝、共演山谷ますみ、製作青年芸術映画協会、配給ミリオンフィルム、1973年9月公開（成人映画・映倫番号 17748） - 主演、67分の上映用プリントをNFCが所蔵[8]
- 『ベッド・マナー 男いびり』 : 製作・脚本小諸次郎、企画津島友孝、監督早坂紘、主演青山美沙、製作青年群像、配給ミリオンフィルム、1973年9月公開（成人映画・映倫番号 17781） - 出演、66分の上映用プリントをNFCが所蔵[8]
- 『喜劇セールスマン 色事繁盛記』 : 製作・脚本小諸次郎、監督唐沢二郎、共演野上正義・島江梨子、配給東映、1973年9月29日公開（成人映画・映倫番号 不明） - 主演[25]
- 『夫婦交換 夜の秘戯』 : 監督南雲孝、共演武藤周作、製作青年芸術映画協会、配給ミリオンフィルム、1973年10月公開（成人映画・映倫番号 17827） - 主演、67分の上映用プリントをNFCが所蔵[8]
- 『性宴五人妻』 : 製作・企画菜穂俊一、監督影山明文、主演真湖道代、製作・配給ワールド映画、1973年12月公開（成人映画・映倫番号 17879）
- 『㊙パンマ性感地帯』 : 監督沢賢介、製作・配給関東ムービー配給社、1974年1月公開（成人映画・映倫番号 17891） - 主演
- 『女子大生 性愛図』（シナリオ題『女子大生』） : 監督渡辺護、主演谷ナオミ、製作・配給大東映画、1974年1月公開（成人映画・映倫番号 17895） - 出演・「令子」役
- 『恍惚のおとし穴』 : 監督渡辺護、主演谷ナオミ、製作・配給大東映画、1974年2月公開（成人映画・映倫番号 17926）
- 『暴行市場』 : 監督黒木剛、製作・配給新東宝映画、1974年2月公開（成人映画・映倫番号 17904）
- 『情事の果て』 : 製作矢元照彦、企画野呂一平、監督佐々木元、主演泉ユリ・東祐里子、製作GMN、配給日活、1974年7月6日公開（成人映画・映倫番号 17918） - 出演・「酒井香苗」役

## ビブリオグラフィ
国立国会図書館蔵書等にみる書誌である。
- 「ショッキング・ステージ 劇団ブルー・キャッツの公演から」 : 『ヘンな雑誌』昭和42年6月号所収、日本出版社、1967年6月発行
- 「濡れにぞ濡れし 美女残酷騒動記 劇団「炎」公演カジバシ座にて収録」 : 『ヘンな雑誌』昭和42年11月号所収、日本出版社、1967年11月発行
- 「ヘンタイ・ショウ 劇団ブルー・キャッツ」 : 『ヘンな雑誌』昭和43年10月号所収、日本出版社、1968年10月発行
- 「青山リマにHな質問 酒とSEXが好きな超グラマー」 : 『成人映画』第53号所収、現代工房、1970年6月発行
- グラビア : 『キューティ画報』昭和45年8月号所収、文献資料刊行会、1970年8月発行
- 「いたぶりの部屋」青山真樹 : 『緊縛の宴』、『SMキング』昭和48年4月増刊号所収、鬼プロダクション出版部、1973年4月発行
- グラビア : 『成人映画』第90号所収、現代工房、1973年7月発行
- 「狼藉の部屋」「奸計」青山リエ（青山リマ） : 『SMキング』昭和48年8月号所収、鬼プロダクション出版部、1973年8月発行
- 「痴女失神」青山リマ・青山美沙共演（新東宝） : 『HOT』昭和48年8月号所収、司書房、1973年8月1日発行
- 「対談 港雄一・青山リマ」 : 『映画エロチカ封切館 PINKY』昭和48年9月号所収、東京三世社、1973年9月発行
- 「青山リマの初体験　もう一度彼が欲しい」 : 『映画エロトピア CINEMA SPOT』昭和49年3月号所収、サン出版、1974年3月発行
- 「酒の肴」 : 『SMコレクター』昭和49年2月号所収、サン出版、1974年2月発行
- 「どじょう閨」 : 『増刊SMファン』昭和54年9月号所収、司書房、1979年9月発行